# 태충각
태충각은 대한민국 대구광역시 북구 노곡동에 있다.

## 개요
단종에게 끝까지 충절을 지킨 백촌 김문기선생의 충절을 기리기 위해 세웠다.(경의재 옆에 있음)